# Hrabstwo Waseca
Hrabstwo Waseca (ang. Waseca County) – hrabstwo w stanie Minnesota w Stanach Zjednoczonych. Hrabstwo zajmuje powierzchnię 1121 km². Według szacunków United States Census Bureau w roku 2010 liczyło 19 136 mieszkańców. Siedzibą administracyjną hrabstwa jest Waseca.

## Miasta
- Janesville
- New Richland
- Waldorf
- Waseca

## Sąsiednie hrabstwa
- Hrabstwo Rice (północny wschód)
- Hrabstwo Steele (wschód)
- Hrabstwo Freeborn (południowy wschód)
- Hrabstwo Faribault (południowy zachód)
- Hrabstwo Blue Earth (zachód)
- Hrabstwo Le Sueur (północny zachód)